# Драгоман (община)
Драгоман (болг. Община Драгоман) — община в Болгарии. Входит в состав Софийской области. Население составляет 5769 человек (на 21.07.05 г.).
Кмет (мэр) общины Драгоман — Соня Стоянова Дончева, с 13 ноября 2007 года по результатам выборов в правление общины.

## Состав общины
В состав общины входят следующие населённые пункты:
1. Беренде
2. Беренде-Извор
3. Василовци
4. Вишан
5. Владиславци
6. Габер
7. Големо-Малово
8. Горно-Село
9. Грылска-Падина
10. Долна-Невля
11. Долно-Ново-Село
12. Драгоил
13. Драгоман
14. Дреатин
15. Калотина
16. Камбелевци
17. Круша
18. Летница
19. Липинци
20. Мало-Малово
21. Начево
22. Неделиште
23. Несла
24. Ново-Бырдо
25. Прекрысте
26. Раяновци
27. Табан
28. Цацаровци
29. Црыклевци
30. Чеканец
31. Чепырлинци
32. Чорул
33. Чуковезер
34. Ялботина